# Stube Petra Kružića
Stube Petra Kružića vode od riječke Delte do crkve Gospe Trsatske, jednog od najstarijih hrvatskih marijanskih svetišta.

## Povijest Trsatskih stuba
Ukupno 539 stuba iz središta Rijeke najkraći su put na Trsat, a te takozvane Trsatske stube dao je 1531. godine kao zavjet izgraditi kapetan Klisa Petar Kružić po kojemu su nazvane. Tom je prilikom postavljeno 128 stuba na najstrmijem dijelu staze. Ostale stube izgrađene su kasnije, te ih danas od podnožja na Sušaku do crkve Blažene Djevice Marije ima ukupno 561. Na završetku stuba, u sastavu današnje bazilike, smještena je i kapela Svetog Petra, koju je Kružić podigao i u kojoj počiva tijelo hrvatskoga junaka.
Gornji dio Trsatskih stuba dao je 1725. godine sagraditi Gavro Aichelburg, vojvoda štajerski, kranjski i koruški te brinjski kapetan. 
Na njihovom početku nalazi se barokni trijem s reljefom Bogorodice Tješiteljice žalosnih (Consolatrix aflictorum) iz 1745. godine. Kapele uza stube posvećene su svecima, a bile su postaje na putu pokore hodočasnika koji su dolazili pokloniti se čudotvornoj Gospi Trsatskoj. Stube su više puta obnavljane i dodavani su novi dijelovi.
- Stube Petra Kružića
- Trijem na vrhu stuba
- Natpis unutar trijema na vrhu stuba
- Staza koja vodi s Trsata prema stubama